# Casio Loopy
Casio Loopy (カシオルーピー), známá také jako My Seal Computer SV-100, byla 32bitová herní konzole vydaná japonskou společností Casio v říjnu 1995. Loopy byla unikátní zejména svým zaměřením na dívky a mladé ženy, což byl v herním průmyslu 90. let neobvyklý krok. Konzole byla navržena s funkcí tiskárny na samolepky, což umožňovalo uživatelům vytvářet a tisknout vlastní návrhy přímo z her. Přestože konzole nabízela inovativní funkce, měla krátkou životnost a její výroba byla ukončena v roce 1998. 

## Technické specifikace
Konzole Casio Loopy byla vybavena procesorem SuperH 32bit RISC s taktovací frekvencí 20 MHz. Měla 1 MB RAM a 2 MB ROM, což odpovídalo potřebám her z té doby. Vizuální zpracování konzole bylo realizováno pomocí 8bitové barevné grafiky s 512 barvami. Zvukový systém byl založen na 4kanálovém 12bitovém PCM, což umožňovalo produkci decentního zvuku pro hry té doby.
Displej byl založen na LCD technologii, která byla standardem v té době. Casio Loopy zahrnovala také unikátní rozšiřující příslušenství zvané Magical Shop, které umožňovalo připojení externích zařízení, jako je videorekordér nebo videokamera, a přenos videa do konzole, kde si uživatelé mohli přizpůsobit a tisknout vlastní samolepky.

## Historie a uvedení na trh
Casio Loopy byla uvedena na trh za cenu 25 000 ¥ (v dnešních penězích cca 28 400 ¥, tedy asi 4 400 CZK) , což bylo cenově dostupnější než konzole jako Sony PlayStation (cena při uvedení: 39,800 ¥). I přesto ale konzole nedosáhla velkého úspěchu, a to hlavně kvůli omezené knihovně her a rostoucí oblibě 3D herních titulů, které nabízely jiné konzole té doby.

## Příslušenství a herní tituly
Kromě šesti počátečních her bylo do konce výroby v roce 1996 uvedeno dalších pět titulů, což rozšířilo herní knihovnu Casio Loopy na celkem jedenáct her. Tyto hry se zaměřovaly na kreativní činnosti, jako je módní design, tvorba postav a interiérový design, což odpovídalo cílové skupině konzole.

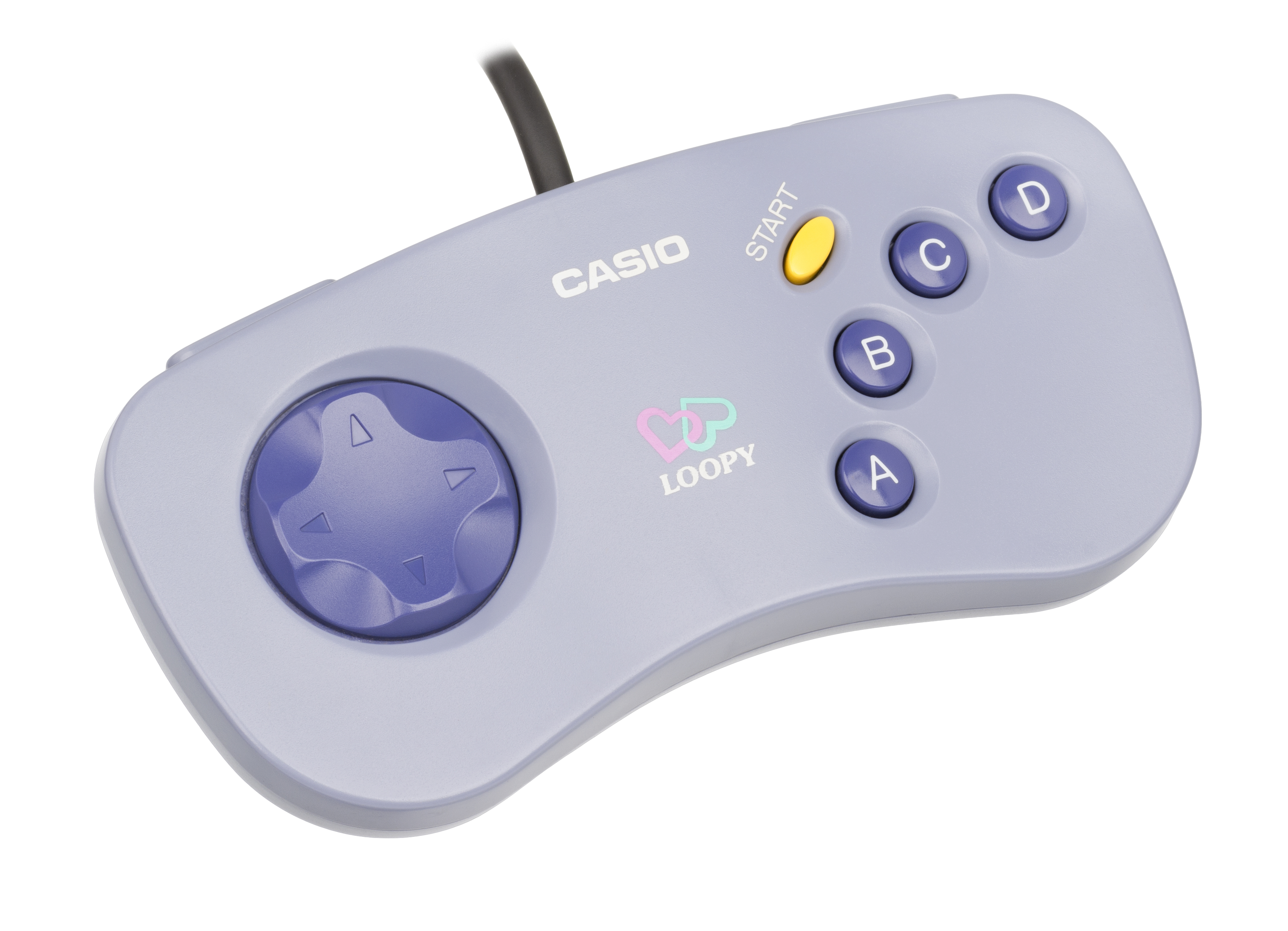
Gamepad pro Casio Loopy

Mezi klíčové hry patřily například:
- Dream Change: Kokin-chan's Fashion Party – módní hra, kde hráči vytvářeli oblečení pro hlavní postavu Kokin-chan a následně mohli své návrhy vytisknout jako samolepky.
- Anime Land – umožňovala hráčům tvořit anime postavy a scény, které si mohli rovněž vytisknout.
- Little Romance – hra zaměřená na mezilidské vztahy a interakce, s možností přizpůsobit si vzhled postav a vytisknout vzpomínky na herní zážitky.
- I Want a Room in Loopy Town – simulace interiérového designu, kde hráči navrhovali virtuální pokoj a mohli si vytvořit nálepky s obrázkem svého pokoje. Na této hře spolupracoval také známý herní vývojář Kenji Terada.
- Chakurakun no Omajinai Paradise – hra s tématem magie, kde hráči objevovali kouzla a magické rituály a mohli si vytisknout symboly či ilustrace spojené s hrou.

Díky funkci tisku nálepek se hry na Casio Loopy odlišovaly od tehdejší konkurence a poskytovaly hráčům možnost uchovat si fyzickou připomínku jejich virtuálních kreací. Tato unikátní vlastnost zůstává jedním z hlavních důvodů, proč je Casio Loopy dodnes sběratelsky ceněna, přestože se konzole komerčně nikdy neprosadila.

## Problémy a konec produkce
Ačkoli byla konzole inovativní, Casio Loopy se potýkala s nedostatkem zájmu ze strany širšího publika. V době, kdy byla konzole uvedena na trh, se herní trh rychle měnil a většina hráčů preferovala 3D herní zážitky. Výrobce plánoval vyrobit 200 000 jednotek, ale prodeje byly mnohem nižší, což vedlo k rychlému ukončení produkce již v roce 1996. Poslední hra pro Loopy, Chakurakun no Omajinai Paradise, byla vydána v roce 1997, ale nedokázala oživit zájem o tuto konzoli.